# Nanger soemmerringii
La gazzella di Soemmerring (Nanger soemmerringii Cretzschmar, 1826) è una specie di gazzella originaria dell'Africa orientale. Abbastanza rara, ne rimangono solamente 6.000-6.500 esemplari. Il nome deriva dallo scienziato tedesco Samuel Thomas von Sömmerring.

## Tassonomia
Se ne riconoscono tre sottospecie:
- N. s. soemmerringii Cretzschmar, 1828 (Etiopia settentrionale e Sudan);
- N. s. berberana Matschie, 1893 (Somalia, Etiopia orientale e Gibuti);
- N. s. butteri Thomas, 1904 (Etiopia meridionale).

## Descrizione

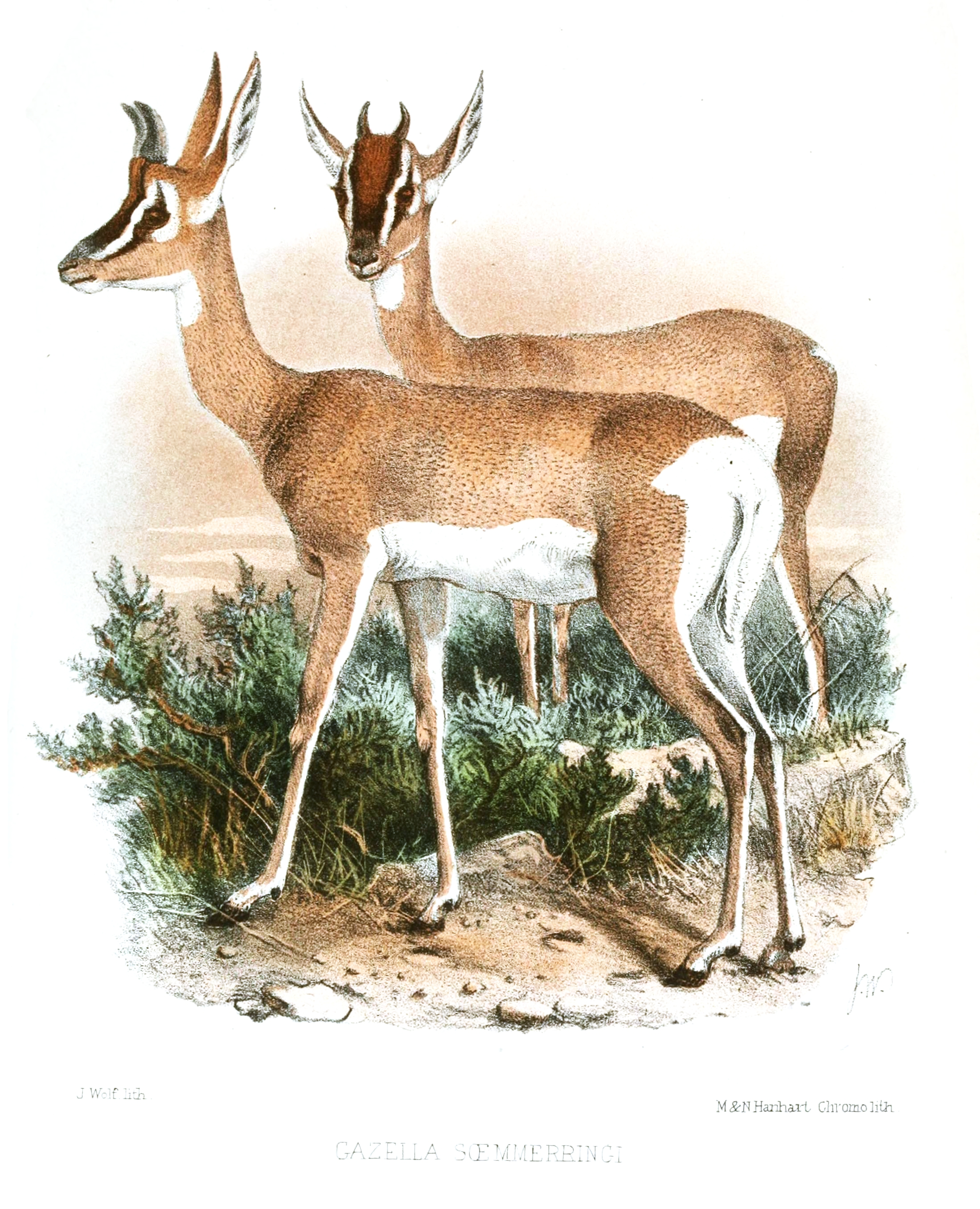

La gazzella di Soemmerring misura 125–150 cm di lunghezza e pesa 35–45 kg. Affine alla gazzella di Grant, ma un po' più piccola (cranio lungo 21–26 cm), se ne distingue assai bene poiché ha corna lirate, molto incurvate all'indietro, che divengono quasi orizzontali, e con punte lisce e uncinate dirette in alto e all'interno. Sono piuttosto sottili e con 15-22 anelli ben marcati; nelle femmine sono più brevi, sottili e meno incurvate. Il disegno facciale è assai caratteristico e molto evidente, poiché la fronte e la linea del muso sono nerastre (brune in N. s. soemmerringii di Sudan ed Etiopia, che ha anche corna più brevi); la macchia nera sopra il naso è sempre presente e molto cospicua; la linea bianca, che dalle corna passa davanti agli occhi e borda il muso, è larga e si interrompe prima della macchia scura del naso; una riga nera assai evidente passa dagli occhi e giunge fino alle corna. Il pelo è chiaro isabella, ocra o cannella molto pallidi; natiche, groppa, fianchi, ventre, petto e gola sono bianchi. Solo nella sottospecie somala (N. s. berberana) e del sud Etiopia (N. s. butteri) sono presenti una sottile banda bruna sui fianchi e le linee (assai rare) ai bordi delle natiche. La coda è bianca con ciuffetto scuro.

## Distribuzione e habitat
In passato la gazzella di Soemmerring era ampiamente diffusa in quasi tutto il Gibuti, nelle regioni settentrionali e nelle pianure costiere della Somalia, nel Sudan nord-orientale e centrale, nelle pianure dell'Eritrea, nell'Ogaden e in altre zone pianeggianti dell'Etiopia orientale. Talvolta, qualche esemplare si spingeva più a sud fino a raggiungere il Kenya nord-orientale, ma in quest'ultimo Paese la specie non viene più avvistata da molti anni. La popolazione presente sull'isola di Dahlak Kebir venne probabilmente introdotta dall'uomo più di 100 anni fa.
La caccia incontrollata e la distruzione dell'habitat hanno probabilmente eliminato questa specie dal Sudan. Oggi, essa vive ancora in Gibuti, Somalia, Eritrea ed Etiopia, ma con un numero di capi nettamente inferiore al passato e con popolazioni isolate; anche la popolazione presente nell'Ogaden si è notevolmente ridotta a causa della caccia incontrollata.
Questa specie vive nelle savane sudanesi cespugliose e aride e sugli altopiani (fino a 1800 m di quota).

## Biologia
Nel periodo riproduttivo (settembre-novembre) i maschi sono territoriali e raccolgono un harem di 3-10 femmine. Le femmine si riuniscono in branchi con i piccoli di 10-50 capi, ma anche in branchi di 50-150 animali o più durante le migrazioni (marzo-aprile verso nord e settembre-ottobre a sud). La gestazione dura 198-199 giorni, dopo i quali nasce sempre un unico piccolo, di solito in aprile-maggio. La sua dieta è a base di erbe, foglie e germogli. Si associa spesso a orici, damalischi e zebre.